# Port lotniczy Toluca
Port lotniczy Toluca (IATA: TLC, ICAO: MMTO) – międzynarodowy port lotniczy położony 16 km od Tolucy, w stanie Meksyk, w Meksyku.